# 傅皇后 (漢哀帝)
傅皇后（ふこうごう、？ - 紀元前1年）は、前漢の哀帝の皇后。傅昭儀の従弟傅晏の娘。

## 生涯
哀帝が即位前の定陶王であったとき、傅昭儀の意向により、親族の傅皇后が娶られた。哀帝が成帝の皇太子になると、傅皇后が皇太子妃となった。
綏和2年（紀元前7年）に成帝が亡くなり哀帝が即位すると、傅皇后が皇后に立てられ、父の傅晏が孔郷侯となった。
哀帝は董賢とその妹の董昭儀を寵愛し、皇后をかえりみなかった。郎中の桓譚は傅晏に陳皇后の例を引用し、皇后に慎重に行動するよう勧めた。皇后はついに廃れなかった。
元寿元年（前2年）に後ろ盾の傅昭儀が死去した。元寿2年（前1年）6月に哀帝が死去すると、王莽と王政君が実権を握った。7月に王莽が王政君に出させた詔により、傅皇后は桂宮に退去させられ、傅晏は免ぜられ妻子と合浦郡に流された。8月に王莽は再び王政君に詔を出させ、傅皇后は庶人に貶められ、陵園に就かされた。同日中に傅皇后は自殺した。

## 史料
- 『漢書』外戚伝下